# Georg Schmid (Politiker)

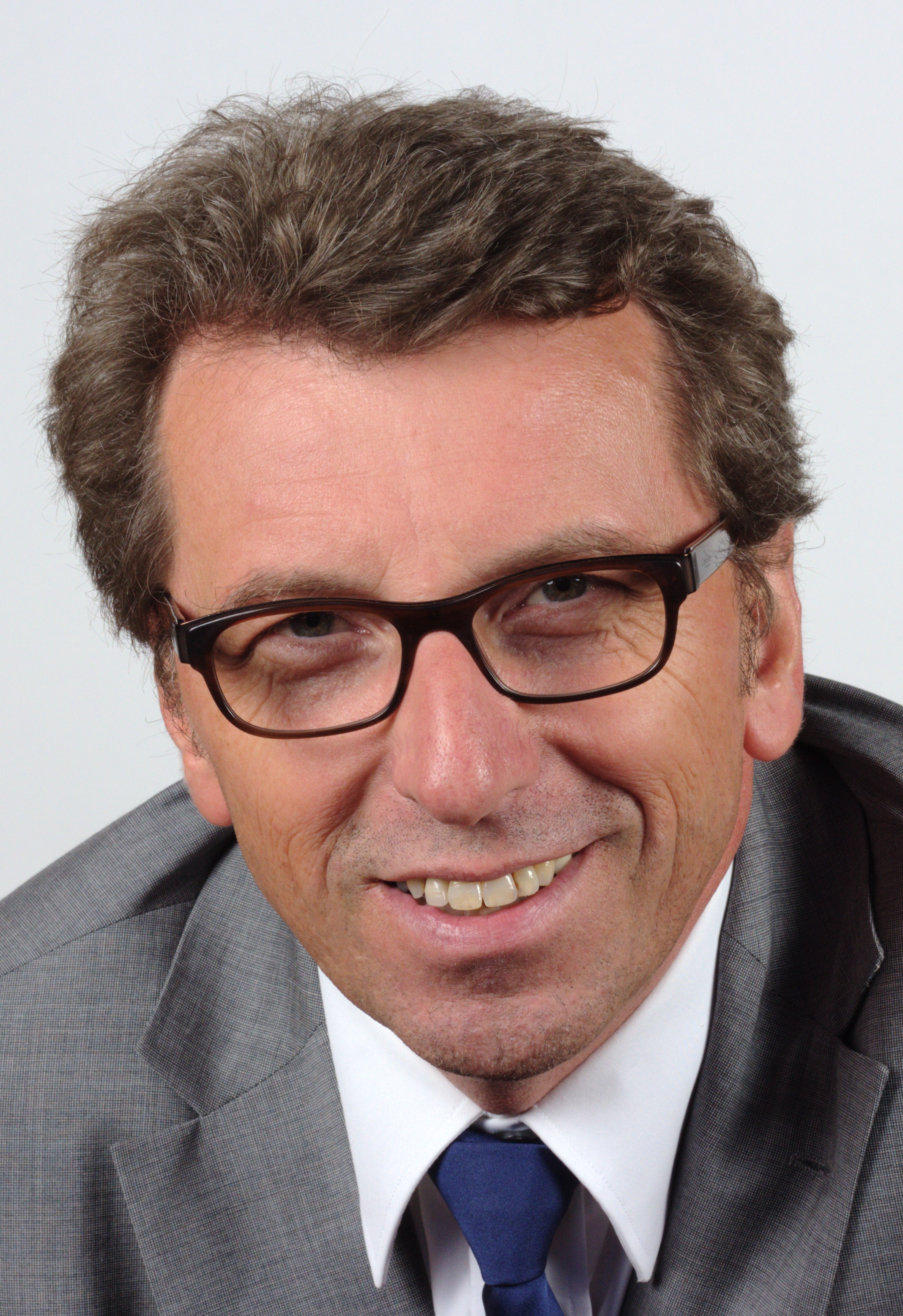
Georg Schmid (2012)

Georg Schmid (* 20. April 1953 in Berg, heute zu Donauwörth) ist ein deutscher Jurist und ehemaliger Politiker (CSU). Er gehörte von 1990 bis zum Herbst 2013 dem Bayerischen Landtag an. Den  von ihm seit 2007 ausgeübten Vorsitz der CSU-Fraktion verlor er im April 2013 aufgrund seiner Verstrickung in die Verwandtenaffäre, für die er auch strafrechtlich belangt wurde.

## Ausbildung und Beruf
Nach seinem Abitur 1972 am Gymnasium Donauwörth studierte Schmid an der Universität Augsburg im Rahmen der Einstufigen Juristenausbildung Rechtswissenschaft. Danach trat er in die Beamtenlaufbahn ein, in deren Zuge er zunächst als Regierungsrat bei der Regierung von Schwaben und ab 1979 als Oberregierungsrat im Landratsamt Dillingen fungierte.

## Politik

### Kommunalpolitik
Seine politische Karriere begann Schmid in der Jungen Union, deren Vorsitzender in Donauwörth er von 1982 bis 1986 war. 1987 wurde er Vorsitzender der CSU Donauwörth und 1989 Vorsitzender des CSU-Kreisverbandes Donau-Ries. Neben seiner landespolitischen Aktivität hat Schmid auch seine Tätigkeit auf kommunaler Ebene beibehalten, bis er 2013 aus dem Landtag und dann 2014 aus dem Stadtrat von Donauwörth (Mitglied von 1984 bis 2014) sowie dem Kreistag von Donau-Ries (Mitglied von 1990 bis 2014) ausschied. Von 1996 bis 1999 war er auch stellvertretender Landrat.

### Mitglied des Landtags
Im Oktober 1990 wurde er in den Bayerischen Landtag gewählt und war dort Mitglied in den Ausschüssen für Landesentwicklung und Umweltfragen sowie für Kommunale Fragen und Innere Sicherheit. Er war zeitweilig auch Vertreter des Bayerischen Landtags im Rundfunkrat des Bayerischen Rundfunks. Am 17. Oktober 2007 wurde er als Nachfolger von Joachim Herrmann CSU-Fraktionsvorsitzender im Bayerischen Landtag. Schmid setzte als Fraktionsvorsitzender der CSU im Oktober 2007 ein strenges Rauchverbot durch, das 2009 gelockert und 2010 durch Volksentscheid wieder eingeführt wurde.

### Regierungsämter
1999 wurde Schmid zum Staatssekretär im Bayerischen Staatsministerium für Arbeit und Sozialordnung, Familie und Frauen berufen. 2003 wechselte er als Staatssekretär ins Bayerische Staatsministerium des Innern. Zu seiner Zeit als Staatssekretär war Schmid einer der Vertreter der Bayerischen Staatsregierung im Verwaltungsrat der Bayerischen Landesbank, als diese im Mai 2007 die Entscheidung zum verlustreichen Kauf der Hypo Alpe Adria traf.
Nachdem Ministerpräsident Günther Beckstein am 1. Oktober 2008 als Reaktion auf das schlechte CSU-Ergebnis bei der Landtagswahl 2008 angekündigt hatte, nicht mehr als Ministerpräsident kandidieren zu wollen, bewarb sich Schmid mit den anderen Kandidaten Thomas Goppel, Joachim Herrmann und Horst Seehofer um Becksteins Nachfolge. Zwei Tage später zog er diese Kandidatur zurück und blieb Fraktionsvorsitzender. Seehofer wurde am 27. Oktober 2008 zum Ministerpräsidenten gewählt.

### Verwandtenaffäre
Am 15. April 2013 erscheint Hans Herbert von Arnims Buch Die Selbstbediener und löst die Verwandtenaffäre aus. Am 23. April wurde bekannt, dass Schmid 23 Jahre lang seine Ehefrau als Wahlkreismitarbeiterin beschäftigt hatte. Dieses aus öffentlichen Mitteln finanzierte Arbeitsverhältnis habe auf Werkverträgen beruht, deren monatlicher Umfang sich „in den letzten Jahren je nach Arbeitsanfall zwischen 3500 und 5500 Euro netto“ bewegte. Aufgrund des öffentlichen und des parteiinternen Drucks beendete Schmid das Vertragsverhältnis und trat am 25. April 2013 als Fraktionsvorsitzender der CSU zurück. Seine Nachfolgerin wurde am 26. April 2013 Christa Stewens. Schmid beendete damit seine politische Karriere. Am 17. Mai 2013 durchsuchten Ermittler vom Zoll Schmids Wohnhaus im schwäbischen Donauwörth.
Die Staatsanwaltschaft Augsburg nahm wegen des Verdachts auf Sozialbetrug Ermittlungen gegen Schmid auf, nachdem er selbst die Äußerung getätigt hatte, dass seine Ehefrau „rund um die Uhr“ für ihn gearbeitet habe. Wäre Schmid nun der einzige Auftraggeber, für den seine Frau gearbeitet hat, würde tatsächlich Scheinselbständigkeit vorgelegen haben, wodurch die Beiträge zur Sozialversicherung umgangen worden wären. Die Staatsanwaltschaft beantragte aus diesem Grund die Aufhebung der Immunität des Abgeordneten Schmid, wogegen der Landtag keinen Widerspruch einlegte. Bereits im Ermittlungsverfahren erhielten die Anwälte Schmids Akteneinsicht und wurden zur Stellungnahme eingeladen.
Am 25. Juli 2014 schließlich erhob die Augsburger Staatsanwaltschaft Anklage gegen Schmid, der mindestens 340 000 Euro allein an Sozialversicherungsbeiträgen hinterzogen haben soll, indem er seine Frau 22 Jahre lang als Scheinselbständige beschäftigt habe. Eine weitere Mitarbeiterin soll 13 Jahre ohne Anmeldung beschäftigt gewesen sein.
Ihm wurden Vorenthalten und Veruntreuen von Arbeitsentgelt in 262 Fällen sowie Steuerhinterziehung in 59 Fällen vorgeworfen. Gleichzeitig wurde Schmids Ehefrau wegen Beihilfe sowie Steuerhinterziehung in zehn Fällen angeklagt. Am 18. März 2015 wurde Georg Schmid vom Amtsgericht Augsburg zu 16 Monaten auf Bewährung sowie einer Geldstrafe von 120.000 Euro verurteilt. Jedoch darf Schmid seine laut dem Amtsrichter „fürstlichen“ Pensionsansprüche trotzdem behalten. Seine Ehefrau wurde bereits im Februar 2015 per Strafbefehl zur Zahlung von 240 Tagessätzen verurteilt.

## Privates
Schmid ist verheiratet und hat zwei Söhne. Seine Neigung zum Händeschütteln brachte ihm den von Theo Waigel geprägten Spitznamen „Schüttelschorsch“ ein, mit dem sich Schmid aber nie anfreunden konnte.

## Ehrungen und Auszeichnungen
- 2004: Bayerischer Verdienstorden
- 2005: Bayerische Verfassungsmedaille in Silber
- 2009: Bayerische Verfassungsmedaille in Gold
- 2012: Verdienstkreuz am Bande des Verdienstordens der Bundesrepublik Deutschland
- 2013: Ehrenring der Großen Kreisstadt Donauwörth